# Calponin
Calponin هوَ بروتين يُشَفر بواسطة جين Calponin في الإنسان.